# Too Much Love Will Kill You
Singles de Brian May
Driven By You
(1992) Back to the Light
(1992)
Pistes de Back to the Light
Resurrection Driven By You
Singles de Queen
A Winter's Tale
(1995) I Was Born to Love You
(1996)
Pistes de Made in Heaven
Heaven for Everyone You Don't Fool Me
Too Much Love Will Kill You est une chanson de Brian May, guitariste du groupe Queen, sorti en single en 1992. Elle apparaît d'abord sur le premier album studio solo de Brian May, Back to the Light (1992). Elle est ensuite réenregistrée avec la voix de Freddie Mercury pour l'album posthume de Queen, Made in Heaven, en 1995.

## Autour de la chanson
La chanson, enregistrée vers 1988, devait d'abord figurer sur l'album The Miracle de Queen en 1989, mais des problèmes de droits dus au fait que trois personnes se partagent l'écriture de la chanson l'ont empêché.
En 1992, Brian May l'interprète durant le concert Freddie Mercury Tribute, avant que la version studio ne sorte sur son premier album solo la même année, puis en single. La version chantée par Freddie Mercury n'apparaîtra que trois ans plus tard sur Made in Heaven.
Brian May, Frank Musker, Elizabeth Lamers remportent un Ivor Novello Award pour cette chanson, qui parle des sentiments que Brian May a ressentis pendant son divorce et des choix auxquels il a été confrontés, notamment entre deux femmes qu'il aimait tout autant l'une que l'autre.
En 2003, Brian May et Luciano Pavarotti chantent la chanson ensemble lors du concert de bienfaisance organisé par le ténor à Modène en Italie, en faveur de la paix en Irak.

## Clip vidéo
Tout comme pour les autres singles de l'album Made in Heaven, deux clips ont été réalisés pour cette chanson.
Le premier clip, qui a servi à la promotion de la chanson, est un montage de différents éléments d'archives du groupe, et a été réalisé par les autrichiens Rudi Dolezal et Hannes Rossacher.
Le deuxième, réalisé par Simon Pummel et sous-titré Heart-ache (« peine de cœur »), montre un jeune couple au bord de la rupture sous le regard d'une femme plus âgée. Le jeune homme décide de prouver son amour en se faisant un tatouage sur le bras, ce qui permet à sa compagne de comprendre à quel point il l'aime. Alors qu'ils dansent ensemble autour de la femme plus âgée et de son compagnon, celui-ci disparaît, laissant la femme seule se souvenir de son amour perdu. Ce clip, disponible sur la vidéo Made in Heaven: The Films, serait le préféré de Brian May de ces clips secondaires réalisés pour cet album.

## Classements
| Classements | Brian May | Queen |
| ----------- | --------- | ----- |
| Pays-Bas    | 1         | -     |
| Royaume-Uni | 5         | 15    |
| Australie   | 18        | -     |
| Autriche    | 20        | -     |
| Suisse      | 26        | -     |
| Irlande     | -         | 28    |
| Allemagne   | 30        | -     |

## Crédits
Version originale
- Brian May : chant principal, chœurs, piano, claviers, guitare acoustique et électrique

Version de Queen
- Freddie Mercury : chant principal
- Brian May : guitare électrique, piano et chœurs
- Roger Taylor : batterie et chœurs
- John Deacon : guitare basse
- David Richards : claviers et programmation